# Pałac Biskupów Krakowskich w Koziegłowach
Pałac Biskupów Krakowskich – była rezydencja biskupów krakowskich w Koziegłowach. Stanowił dworzec biskupów krakowskich, zatrzymujących się tu podczas wizytacji parafii i dóbr. W obecnym wyglądzie pałac powstał w XVII i XVIII wieku. Obecnie w budynku mieści się przedszkole i izba pamięci. 

## Historia
W latach 1356–1519 znajdował się w tym miejscu dwór rodu Lisów Koziegłowskich, a w latach 1519-1790 - m.in. "dom pański, dom wielki i pałac biskupów krakowskich. 
W latach 1807–1813 była to własność francuskiego marszałka Jeana Lannesa, a w latach 1835-1918 rosyjskiego generała Nikity Pankratiewa.
Po I wojnie światowej doszło do pierwszej rewitalizacji uszkodzonego podczas walk obiektu, następnie w latach 1927-1939 działała tu Szkoła Rolnicza Żeńska. W latach 1946–1967 w pałacu mieściło się Liceum Ogólnokształcące, po przeprowadzce którego, budynek zaczął popadać w ruinę. W 1970 r. rozebrano północną, najstarszą część pałacu, a nowszą zaadaptowano na przedszkole. 
W latach 2013–2015 odbudowano północną część obiektu z funduszy Województwa Śląskiego i Europejskiego Funduszu Rozwoju Regionalnego.

## Opis
Pierwotnie budynek miał kształt podkowy, był murowany, otynkowany, frontową elewacją zwrócony na północ. Układ wnętrza był dwutraktowy. Krótsze skrzydło, od strony wschodniej dobudowano w XVIII wieku.